# كاري ستيفانسون
كاري ستيفانسون (من مواليد 6 أبريل 1949) طبيب أعصاب آيسلندي ومؤسس ومدير تنفيذي لشركة الأدوية البيولوجية ديكود جينيتيكس، مقرها ريكيافيك. في آيسلندا، كان رائدًا في استخدام علم الوراثة على نطاق السكان لفهم التباين في تسلسل الجينوم البشري. ركز عمله على كيفية توليد التنوع الجيني واكتشاف متغيرات التسلسل التي تؤثر على الاستعداد للإصابة بالأمراض الشائعة. كان هذا النهج السكاني بمثابة نموذج لمشاريع الجينوم الوطنية في جميع أنحاء العالم وساهم في اكتشاف العديد من جوانب الطب الدقيق.

## سيرته الذاتية
ولد كاري ستيفانسون عام 1949 في ريكيافيك في آيسلندا. كان ثاني أصغر أطفال سولفيج هالدورسدوتير وستيفان جونسون، وهو شخصية إذاعية وكاتب وعضو اشتراكي ديمقراطي في البرلمان. أكمل تعليمه الثانوي في كلية ريكيافيك جونيور وحصل على شهادة دكتور في الطب عام 1976 وعلى شهادة دكتوراه في الطب في عام 1986 من جامعة آيسلندا. كان متزوجًا من فالغيرور أولافسدوتير من عام 1970 حتى وفاتها في 11 نوفمبر عام 2021. في يونيو عام 2012، تزوجت ابنته، سولفيج «سولا» كارادوتير، من داني هاريسون، ابن الراحل جورج هاريسون وزوجته أوليفيا هاريسون. يقول ستيفانسون إنه يدين بالكثير لأخيه الذي يعاني من الفصام. فكر في البداية في أن يصبح كاتبًا، فقد كان قارئًا نهمًا. كان إساك باشفيس سنجر مؤلفه المفضل.

## مهنته الأكاديمية
بعد فترة تدريبه في المستشفى الوطني في آيسلندا، ذهب إلى جامعة شيكاغو للعمل تحت إشراف باري أرناسون (الذي كان بالصدفة كنديًا من أصل آيسلندي). هناك، أكمل إقامته في اختصاص علم الأعصاب وعلم الأمراض العصبية، وفي عام 1983، التحق بالكلية. في عام 1993، تعين أستاذًا لطب الأعصاب وعلم الأمراض العصبية وعلم الأعصاب في جامعة هارفارد ورئيسًا لقسم الأمراض العصبية في مستشفى بيث إسرائيل في بوسطن. في فترة وجوده في بوسطن، قرر مع زميله جيفري غولتشر العودة إلى آيسلندا لإجراء دراسات وراثية لتحديد مخاطر التصلب المتعدد. استقال ستيفانسون من كلي المنصبين في عام 1997 بعد تأسيس شركة ديكود والعودة إلى ريكيافيك. منذ عام 2010، شغل منصب أستاذ في الطب في جامعة آيسلندا. يُعتبر طبيب أعصاب وأخصائيًا في الأمراض العصبية معتمدًا من مجلس الإدارة في كل من آيسلندا والولايات المتحدة.

### من علم الأحياء إلى علم الوراثة
ركز عمل ستيفانسون الأكاديمي على مرض التحلل العصبي. تضمن النهج البيولوجي البروتيني لهذا البحث محاولة رسم خرائط للعمليات المعقدة باستخدام عينات محدودة من أنسجة دماغ المرضى المتوفين بشكل أساسي. رغم استمرار النشر، شعر ستيفانسون بالإحباط بسبب ضعف وتيرة التقدم وبسبب عدم معرفة ما إذا كانت البروتينات التي حددها تسبب ظهور المرض أو أنها نتاج للمرض نفسه. بالإضافة إلى ذلك، شكك مع زملائه في التعريف المقبول للتصلب المتعدد كأحد أمراض المناعة الذاتية.
عندما انتقل ستيفانسون من من شيكاغو إلى جامعة هارفارد، بدأ يعتقد أن الجينوم قد يوفر نقطة انطلاق أفضل من علم الأحياء. تشفر الجينات البروتينات، ولهذا السبب، يعد تحديد الجينات والتغيرات الجينية المحددة التي تميز المرضى عن الأفراد الأصحاء أساسيًا في معرفة آلية الإمراضية. عند القيام بذلك، يمكن اكتشاف أهداف مرتبطة بيولوجيًا للأدوية الجديدة والتشخيصات التنبؤية. 
مع ذلك، في منتصف تسعينيات القرن العشرين، كانت أدوات قراءة تسلسل الجينوم بدائية. كانت البيانات شحيحة ومكلفة، وكان التركيز الرئيسي لمشروع الجينوم البشري يصب في تطوير طرق أفضل. كان أحد الحلول هو استخدام علم الوراثة -كيفية خلط الجينوم وانتقاله من جيل إلى آخر- كوسيلة لاستخلاص المزيد من المعلومات من البيانات المتاحة. يتشارك الأشقاء في نصف جينوماتهم، بينما يتشارك أبناء العمومة بنسبة 1/8 وأبناء العمومة من الدرجة الثانية بنسبة 1/32 من جينوماتهم، وهكذا. تتيح دراسة المرضى المرتبطين بسلالات الأنساب الممتدة إمكانية العثور على المكون الوراثي لأي نمط ظاهري أو سمة بطرق أكثر كفاءة، حتى باستخدام واسمات منخفضة الدقة.

### العودة إلى آيسلندا
كان السؤال المهم هو ما إذا كان يمكن العثور على هذه الأنساب الممتدة وأين يمكن العثور عليها. لم يخطر في ذهن معظم علماء الوراثة البارزين أن يسألوا هذا السؤال حول الأمراض الشائعة. بصفته آيسلنديًا، عرف ستيفانسون شغف البلاد بعلم الأنساب بشكل مباشر ونشأ وتدرّب ضمن نظامها الصحي الوطني. في عام 1995، قرر مع زميله وطالب الدراسات العليا السابق، جيفري غولتشر، الذهاب إلى آيسلندا لدراسة مرض التصلب المتعدد. من خلال العمل مع الأطباء في النظام الصحي الوطني، حددوا مئات المرضى والأقارب الذين أعطوهم عينات من الدم لبدء أبحاثهم. نظرًا لوجود قرابة بين الآيسلنديين، وبفضل استخدام علم الأنساب، يمكن إنشاء هذه العلاقات.
عندما عاد ستيفانسون وغولتشر إلى بوسطن، رفضت معاهد الصحة الوطنية الأمريكية مقترح المنحة الخاص بهما، إذ كانت خبرة هذه المعاهد محدودة في تمويل العمل باستخدام مرضى ذوي قرابة بعيدة. لكن ستيفانسون رأى إمكانية استخدام نفس النهج في آيسلندا للعثور على المكون الجيني لأي مرض شائع تقريبًا. كان ذلك خارج نطاق المختبر الأكاديمي، وأجرى اتصالات مع شركات رأس المال المخاطر لمعرفة ما إذا كان يمكن تمويل مثل هذه المؤسسة كشركة خاصة. في صيف عام 1996، جمع 12 مليون دولار من العديد من صناديق رأس المال المخاطر الأمريكية لتأسيس شركة ديكود لعلم الوراثة. انتقل مع غولتشر إلى آيسلندا لبدء تأسيس العمليات لهذه الدراسة واستقالا من منصبيهما في جامعة هارفارد في العام التالي.

## شركة ديكود والنهج السكاني
أسس ستيفانسون ديكود كمشروع لعلم الوراثة البشرية على نطاق صناعي. على عكس النموذج الأكاديمي السائد للعلماء الذين يؤسسون مشاريعًا منفصلة في مختبراتهم الخاصة، اقترح جمع وتوليد أكبر قدر ممكن من بيانات الأنساب والبيانات الطبية والخاصة بالجينوم من جميع السكان. باستخدام المعلوماتية الحيوية والإحصاءات، يمكن لديكود بعد ذلك دمج كل هذه البيانات واستخراجها من أجل تحديد الارتباطات بين التباينات في التسلسل الجيني وأي مرض أو سمة، بطريقة خالية من الفرضيات تقريبًا. اعتمد نموذج العمل لتمويل هذا الجهد على إنشاء شراكات مع شركات الأدوية التي ستستخدم الاكتشافات لاحقًا في تطوير عقاقير جديدة.